# Eucereon alba
Eucereon alba är en fjärilsart som beskrevs av Druce 1894. Eucereon alba ingår i släktet Eucereon och familjen björnspinnare. Inga underarter finns listade i Catalogue of Life.